# Episodi di What If...? (seconda stagione)
La seconda stagione della serie animata What If...?, composta da nove episodi, è stata pubblicata sul servizio di streaming on demand Disney+ dal 22 al 30 dicembre 2023 in tutti i Paesi in cui il servizio è disponibile.
| nº | Titolo originale                                          | Titolo italiano                                                        | Pubblicazione    |
| -- | --------------------------------------------------------- | ---------------------------------------------------------------------- | ---------------- |
| 1  | What If... Nebula Joined the Nova Corps?                  | E se... Nebula si fosse unita alla Nova Corps?                         | 22 dicembre 2023 |
| 2  | What If... Peter Quill Attacked Earth's Mightiest Heroes? | E se... Peter Quill avesse attaccato gli eroi più potenti della Terra? | 23 dicembre 2023 |
| 3  | What If... Happy Hogan Saved Christmas?                   | E se... Happy Hogan avesse salvato il Natale?                          | 24 dicembre 2023 |
| 4  | What If... Iron Man Crashed Into the Grandmaster?         | E se... Iron Man avesse incontrato il Gran Maestro?                    | 25 dicembre 2023 |
| 5  | What If... Captain Carter Fought the Hydra Stomper?       | E se... Captain Carter avesse affrontato l'Hydra Stomper?              | 26 dicembre 2023 |
| 6  | What If... Kahhori Reshaped the World?                    | E se... Kahhori avesse rimodellato il mondo?                           | 27 dicembre 2023 |
| 7  | What If... Hela Found the Ten Rings?                      | E se... Hela avesse trovato i Dieci Anelli?                            | 28 dicembre 2023 |
| 8  | What If... the Avengers Assembled in 1602?                | E se... gli Avengers si fossero uniti nel 1602?                        | 29 dicembre 2023 |
| 9  | What If... Strange Supreme Intervened?                    | E se... lo Strange Supremo fosse intervenuto?                          | 30 dicembre 2023 |

## E se... Nebula si fosse unita alla Nova Corps?
- Titolo originale: What If... Nebula Joined the Nova Corps?
- Diretto da: Stephan Franck
- Scritto da: Matthew Chauncey

### Trama
In un universo alternativo, dopo che Ronan l'Accusatore si ribella a Thanos, anche Nebula viene sconfitta e lasciata per morta nello spazio, prima di essere recuperata da Nova Prime che le offre la possibilità di redenzione unendosi ai Nova Corps. Quando Ronan fa per attaccare Xandar, Nova Prime decide di isolare il pianeta con uno scudo impenetrabile della durata di cinquant'anni, così da prevenire l'annientamento. L'isolamento forzato porta però la civiltà a cadere preda della criminalità.
Un giorno, Yondu Udonta viene ritrovato assassinato e Nova Prime incarica Nebula di risolvere il caso. Nebula scopre che la freccia di Yondu incorpora dei dati criptati e va a chiedere aiuto a Howard il Papero, che gestisce un casinò. Il cameriere Korg riconosce che tra i dati criptati ci sono quelli relativi allo scudo, quindi Nebula teme che qualcuno possa volere abbassare le difese di Xandar per permettere a Ronan di attaccare e fa evadere il detenuto Yon-Rogg per farsi aiutare a rintracciare i dati. Tuttavia, Yon-Rogg la tradisce e si rivela essere un complice di Nova Prime, la quale ha deciso di stringere un accordo con Ronan per ottenere il controllo di Xandar, vista la situazione critica del pianeta. Nebula riesce a sfuggire all'esecuzione e, facendosi aiutare da Howard, Korg, Miek e Groot, contrattacca Nova Prime e Yon-Rogg. Rivela di aver previsto il tradimento di Yon-Rogg e di aver collegato i propri circuiti al sistema dello scudo, che usa per distruggere la navicella di Ronan e permettere la liberazione di Xandar. Durante lo scontro finale, Nova Prime muore precipitando da un edificio, mentre Nebula si erige come salvatrice di Xandar.

## E se... Peter Quill avesse attaccato gli Eroi più Potenti della Terra?
- Titolo originale: What If... Peter Quill Attacked Earth's Mightiest Heroes?
- Diretto da: Bryan Andrews
- Scritto da: Matthew Chauncey

### Trama
In un 1988 alternativo, il piccolo Peter Quill viene consegnato da Yondu Udonta a suo padre Ego, che intende sfruttare il suo potere per conquistare l'universo. Sei mesi dopo, Quill torna sulla Terra e distrugge parte di New York, portando Peggy Carter e Howard Stark a intervenire. I due formano una squadra composta dagli eroi Hank Pym / Ant-Man e Bill Foster / Golia, il re del Wakanda T'Chaka / Black Panther, la pilota Wendy Lawson / Mar-Vell e il Soldato d'Inverno (Bucky Barnes sottoposto a condizionamento mentale dall'Hydra). Il gruppo viene messo alle strette dal bambino, ma riescono a catturarlo grazie all'arrivo di Thor. Ego, notando la compromissione della missione di Peter, si dirige a sua volta sulla Terra. Mentre la squadra discute cosa fare di Quill, Hope, la giovane figlia di Hank, stringe amicizia con Peter avvicinandosi a lui in quanto entrambi hanno perso le loro madri, e lo aiuta a scappare affinché raggiunga il Missouri. Hope convince gli altri eroi che il responsabile delle azioni di Peter è Ego, quindi il gruppo decide di far combattere Ego dal bambino, tranne Barnes che, seguendo gli ordini dell'Hydra, parte per ucciderlo. Hank avvicina Quill sulla tomba di sua madre e gli offre conforto, mentre Howard fa tornare in sé Bucky appellandosi ai ricordi di Steve Rogers. Quill combatte Ego e, dopo aver scoperto che ha ucciso sua madre, riesce a sconfiggerlo. La squadra festeggia, ma Thor li avverte che, laddove la forma corporea di Ego è stata distrutta, ci sono ancora le sue espansioni nel resto dell'universo, pertanto il gruppo parte per eliminarlo definitivamente.

## E se... Happy Hogan avesse salvato il Natale?
- Titolo originale: What If... Happy Hogan Saved Christmas?
- Diretto da: Bryan Andrews
- Scritto da: AC Bradley e Matthew Chauncey

### Trama
Il giorno di Natale del 2012, alla Avengers Tower si sta organizzando una festa. Approfittando della temporanea disattivazione di J.A.R.V.I.S., Justin Hammer fa irruzione nell'edificio con alcuni uomini, uccide gli ospiti e assume il controllo dei droni di Tony Stark, con l'intenzione di impossessarsi del sangue di Hulk per ottenere una forza superiore. Quando Maria Hill viene catturata, rimane solo Happy Hogan a cercare di fermare Hammer, in quanto gli Avengers sono occupati altrove. Happy riesce a recuperare il sangue di Hulk, ma se lo inietta per errore, trasformandosi in una creatura viola mostruosa; ingaggia uno scontro con Hammer, i droni e gli scagnozzi, mentre Darcy Lewis lo aiuta tentando di riattivare un'Intelligenza Artificiale nella torre insieme a Maria. Hammer prende il controllo dell'Hulkbuster ma viene abbattuto da Happy, quando fanno ritorno Stark, Steve Rogers, Bruce Banner, Natasha Romanoff e Clint Barton, che inizialmente attaccano Hogan prima di rendersi conto della sua identità. Arrestato Hammer, gli eroi si complimentano con Happy e vanno tutti insieme a festeggiare il Natale, mentre Thor arriva in ritardo.

## E se... Iron Man avesse incontrato il Gran Maestro?
- Titolo originale: What If... Iron Man Crashed Into the Grandmaster?
- Diretto da: Bryan Andrews
- Scritto da: AC Bradley

### Trama
Viene raccontata la storia della Gamora alternativa membro dei Guardiani del Multiverso.
In un 2012 alternativo, distruggendo la nave madre dei Chitauri per porre fine alla battaglia di New York, Tony Stark si perde nello spazio e atterra a Sakaar, dove viene accolto dal Gran Maestro. Quest'ultimo lo informa che, dato che sul pianeta il tempo scorre diversamente, lui è diventato noto in tutto l'universo per aver sconfitto l'esercito di Thanos. Poco dopo sopraggiunge su Sakaar anche Gamora, incaricata da Thanos di uccidere Stark, ma entrambi vengono fatti prigionieri dal Gran Maestro. Tony si libera e decide di salvare il pianeta dal tirannico dittatore con l'aiuto di Korg e Valchiria, sfidando il Gran Maestro a una corsa mortale su veicoli. Alla gara viene costretta a partecipare anche Gamora, ma Stark le parla e la convince a non farsi definire da suo padre, come lui ha fatto con il suo. Stark vince la gara e Valchiria sconfigge il Gran Maestro liquefacendo il suo corpo con la sua arma, venendo nominata re di Sakaar con Korg come suo secondo in comando. Gamora e Tony si alleano e Gamora finge di consegnarlo a Thanos, solo per uccidere il Titano Pazzo.

## E se... Captain Carter avesse affrontato l'Hydra Stomper?
- Titolo originale: What If... Captain Carter Fought the Hydra Stomper?
- Diretto da: Bryan Andrews
- Scritto da: AC Bradley

### Trama
L'Osservatore riprende a raccontare la storia della sua alleata Captain Carter: dopo essere stata riportata al suo universo in seguito alla sconfitta di Ultron, Peggy e la sua amica Natasha Romanoff trovano su una nave l'Hydra Stomper contenente Steve Rogers, il quale, però, le attacca. Nick Fury rivela a Carter che, nonostante Rogers fosse apparentemente morto durante una missione decenni prima, delle voci indicavano che l'Hydra Stomper fosse stato in realtà prelevato dalla Stanza Rossa e trasformato in un letale assassino. Rogers cerca di attentare alla vita di Bucky Barnes, ora Segretario di Stato, ma Peggy e Natasha riescono a impedirlo e a rifugiarsi su un'isola in Scozia per aiutare Steve senza interferenze esterne. Si scopre che Rogers è tenuto in vita solo grazie all'armatura e che, ogni volta che questa viene riattivata, il suo organismo rischia di cedere. Steve, apparentemente rinsavito, si offre di accompagnarle alla sede della Stanza Rossa, che si trova nella ricostruzione di una cittadina americana; qui vengono catturate dalla nuova leader della Stanza Rossa, Melina Vostokoff, la quale intende condurre esperimenti su Carter. Nello scontro che ne segue, Steve riesce a tornare in sé e decide di sacrificarsi distruggendo la base volante della Stanza Rossa, portando con sé Melina.
Tempo dopo, Peggy informa Natasha di ritenere che Steve sia ancora vivo e che intende cercarlo; in quel momento, nel disorientamento delle due e dell'Osservatore, Carter viene trascinata in un portale misterioso e si ritrova al cospetto di una versione alternativa di Fury e di Wanda Maximoff, la quale sostiene che solo lei può salvare la regina e il loro universo.

## E se... Kahhori avesse rimodellato il mondo?
- Titolo originale: What If... Kahhori Reshaped the World?
- Diretto da: Bryan Andrews
- Scritto da: Ryan Little

### Trama
In un passato alternativo, il Ragnarok avviene molto prima del tempo; Surtur uccide Odino e distrugge Asgard e il Tesseract cade sulla Terra, nell'America pre-coloniale, nei territori della confederazione degli Hodínöšöni.
La giovane mohawk Kahhori va alla ricerca di un lago proibito che ha causato numerosi conflitti tra tribù negli anni, quando il suo villaggio viene attaccato dai conquistadores, giunti sul luogo alla ricerca della Fonte della giovinezza. La ragazza fugge e trova casualmente il lago proibito, ma viene colpita da un proiettile e cade in acqua, venendo risucchiata in un portale che la porta in un'altra dimensione. Viene accolta dagli altri nativi americani che sono scomparsi nel lago nel corso del tempo, i quali le insegnano che, in quel posto, da loro chiamato "Mondo Celeste", sono dotati di incredibili poteri e dell'immortalità, ma anche che apparentemente non c'è via di fuga. Kahhori dimostra un potere estremamente sviluppato, ma vorrebbe tornare indietro per aiutare il suo villaggio. Quando anche alcuni conquistadores giungono nel portale, Kahhori li combatte e riesce ad aprire un portale per tornare al suo mondo, dove affronta gli invasori che stanno per rapire il suo popolo e portarlo in Europa. La ragazza viene messa in difficoltà, finché gli altri nativi americani potenziati, ispirati dalle sue parole, giungono in suo aiuto, sbaragliando gli avversari.
Qualche tempo dopo, Kahhori si teletrasporta al cospetto della regina di Spagna Isabella di Castiglia, per obbligarla a firmare un trattato di pace affinché lasci stare il suo popolo. In quel momento arriva lo Stephen Strange supremo, il quale propone un accordo a Kahhori dicendo di averla cercata a lungo.

## E se... Hela avesse trovato i Dieci Anelli?
- Titolo originale: What If... Hela Found the Ten Rings?
- Diretto da: Bryan Andrews
- Scritto da: Matthew Chauncey

### Trama
In universo alternativo, Odino, invece di recludere la sua figlia primogenita Hela nel Regno dei Morti, la spoglia dei suoi poteri e la bandisce sulla Terra, proclamando che potrà nuovamente indossare il suo elmo e riacquistare i poteri solo quando avrà più compassione per la vita. Hela viene trovata da Wenwu, leader dell'organizzazione dei Dieci Anelli, il quale si interessa alla guerriera e le propone un'alleanza. Hela lo tradisce e fugge con l'intenzione di vendicarsi di Odino; seguendo una creatura mistica, Hela giunge alla città segreta di Ta-Lo dove la protettrice Ying Li vede il suo potenziale e accetta di addestrarla. Riesce a riportare a galla i traumi soppressi di Hela, che capisce di non bramare davvero la conquista dell'universo, ma di pensare ciò in quanto indotta dal padre fin da piccola a dedicarsi esclusivamente alla guerra. Odino giunge sulla Terra ritenendo che Hela sia stata uccisa, con l'intenzione di reclamare i dieci anelli e soggiogare la Terra. Hela e Wenwu lo combattono ed Hela si dimostra nuovamente degna di riottenere il suo ruolo di dea della morte, stavolta mossa dal desiderio di valorizzare la vita. Odino le cede il suo ruolo ed Hela e Wenwu partono per liberare l'universo da varie minacce, come quella di Thanos.

## E se... Gli Avengers si fossero uniti nel 1602?
- Titolo originale: What If... the Avengers Assembled in 1602?
- Diretto da: Bryan Andrews
- Scritto da: A. C. Bradley & Ryan Little

### Trama
Captain Carter è stata teletrasportata in una realtà alternativa nel 1602 flagellata da incursioni temporali inspiegabili. Durante uno spettacolo shakespeariano in cui recita il principe Loki, si apre un'altra incursione e Peggy non riesce a salvare la regina Hela. Il ruolo di regnante viene assunto da Thor, che cerca di far incarcerare Carter, la quale è costretta a fuggire. L'Osservatore si offre di riportare Peggy nel suo universo, dicendole che milioni di mondi muoiono in continuazione e che rischia di rimanere bloccata lì, ma la donna intende rimanere per salvare l'universo. Wanda Maximoff spiega che le incursioni sono causate da un individuo giunto dal futuro, quindi si risolverebbero riportando la persona nella sua linea temporale, e Nick Fury lo comunica a Carter. La donna cerca l'aiuto di Tony Stark, che costruisce un macchinario adatto allo scopo ma che necessita della pietra mistica incastonata nel bastone di Thor. Per rubarlo, Peggy si rivolge al fuorilegge Steve Rogers e ai suoi compagni Scott Lang e Bucky Barnes; durante un assalto, Peggy viene brevemente imprigionata dal capo delle guardie Happy Hogan, ma riesce a evadere avvalendosi dell'aiuto di Bruce Banner / Hulk. Il gruppo si ritrova a un'assemblea per rubare la pietra; si apre un'incursione sul momento e, mentre Maximoff cerca di tenerla sotto controllo, si scatenano degli scontri tra le fazioni. La pietra viene messa nel macchinario e Peggy lo attiva, rivelando che l'anomalia temporale è stata causata da Steve: quest'ultimo viene da una linea temporale nella quale, combattendo contro Thanos in Wakanda, colpì la Gemma del Tempo, finendo quindi nel passato. Lui e Carter si dicono addio, poi Rogers torna al suo tempo.
Apparentemente bloccata nel 1602, Peggy siede mestamente ad un pub quando viene raggiunta dallo Strange Supremo, che ha una proposta da farle.

## E se... lo Strange Supremo fosse intervenuto?
- Titolo originale: What If... Strange Supreme Intervened?
- Diretto da: Bryan Andrews
- Scritto da: Matthew Chauncey

### Trama
Strange Supremo dice a Peggy Carter di starsi occupando della custodia di criminali pericolosi dei vari universi e le chiede aiuto per catturarne uno che è fuggito. Quest'ultimo si scopre essere Kahhori, la quale rivela a Peggy che Strange non sta rinchiudendo solo criminali, ma anche eroi, in quanto intende sacrificarli nella "Fucina" per ricreare il suo universo, da lui distrutto nel tentativo di salvare la sua amata Christine. Peggy e Kahhori ingaggiano un violento scontro con lo stregone, liberando nel mentre i vari prigionieri multiversali, tra cui Killmonger indossante l'armatura con le Gemme dell'Infinito, che viene presa da Carter. I prigionieri cedono a Carter e a Kahhori le loro armi e le due riescono a salvarli rimandandoli nei loro universi. Strange Supremo viene spinto nella Fucina e, all'ultimo, Stephen Strange riesce a prendere il sopravvento sulla sua controparte malvagia, trascinandola nell'abisso.
L'Osservatore preleva Peggy dicendole che Kahhori è tornata nel suo universo natale; le mostra che, con il suo sacrificio, Strange ha permesso la rinascita del suo universo e di Christine, sebbene sia un mondo in cui lui non è mai esistito e mai esisterà. L'Osservatore si propone di riportare Peggy a casa e lei accetta, chiedendo però di fare un "giro panoramico" del multiverso, la cui forma richiama ora un albero.